# Наушкинское городское поселение
Городско́е поселе́ние «Наушкинское» (бур. Наашхиин hомон) — муниципальное образование в Кяхтинском районе Бурятии Российской Федерации.
Административный центр — пгт Наушки. С западной стороны протекает р. Селенга. Сообщение с республиканским центром г. Улан-Удэ осуществляется по железной дороге. Связь с другими населенными пунктами осуществляется автомобильными дорогами с твердым покрытием.

## История
Статус и границы городского поселения установлены Законом Республики Бурятия от 31 декабря 2004 года № 985-III «Об установлении границ, образовании и наделении статусом муниципальных образований в Республике Бурятия».

### Границы поселения
Согласно Приложению 203 Закона № 985-III, у муниципального образования «Наушкинское» определены границы следующим образом:
с северной стороны с муниципальным образованием «Хоронхойское»; с восточной стороны с муниципальным образованием «Город Кяхта»; с южной стороны — с Монголией вдоль государственной границы Российской Федерации; с западной стороны с Джидинским районом по р. Селенга. Протяженность границ муниципального образования — 69 км.

## Население
| 2011  | 2012  | 2013  | 2014  | 2015  | 2016  | 2017  |
| ----- | ----- | ----- | ----- | ----- | ----- | ----- |
| 3392  | ↘3304 | ↘3218 | ↘3108 | ↘3028 | ↘2973 | ↘2944 |
| 2018  | 2019  | 2020  | 2021  | 2023  | 2024  |       |
| ↘2886 | ↘2852 | ↘2821 | ↘2379 | ↘2317 | ↘2258 |       |

## Состав городского поселения
| № | Населённый пункт | Тип населённого пункта      | Население |
| - | ---------------- | --------------------------- | --------- |
| 1 | Наушки           | пгт, административный центр | ↘2258     |